# Cristiana Monina
Cristiana Monina (Ancona, 5 gennaio 1970) è una velista, giornalista e conduttrice televisiva italiana, skipper professionista.

## Biografia

### Carriera sportiva
Ha iniziato a dedicarsi alla vela dall'età di 9 anni. Dopo otto stagioni nella classe Europa si è dedicata al Laser Radial dove è stata campionessa europea nel 1997 e due volte campionessa di Europa Cup. Si è in seguito dedicata alla classe 470, ottenendo come miglior risultato un terzo posto ai campionati italiani, per poi passare al match race, disciplina in cui ha ottenuto un 10º posto ai mondiali del 2000.
Nel 2003 e nel 2004 ha partecipato al campionato mondiale femminile rappresentando la nazionale italiana nella classe olimpica Yngling.

### Carriera televisiva
È diventata nota al grande pubblico nel 2000, quando ha girato una serie di spot televisivi in barca a vela per la TIM, insieme all'attrice Gaia Bermani Amaral e alla DJ Petra Loreggian.
Nel 2004 è stata conduttrice del programma L'Italia dei porti, andato in onda su Rai Due in seconda serata. Nel 2007 è stata inviata del programma Forza sette su LA7, che seguiva le regate della Coppa America a Valencia.
Nel 2016-2017-2018 è telecronista per RAISPORT per la regata internazionale “Barcolana”.
Nel 2018-2019-2020 Conduce la serata “Il Velista dell’anno FIV” che assegna gli oscar della vela e organizzata da Acciari Consulting e Federazione Italiana Vela.

### Cristiana Monina - Monina Corporate Sailing
Nel 2012 consegue la qualifica di “Certified SFERA Coach” in Business, Life e Sport con l’obiettivo di approfondire la conoscenza dell’allenamento mentale e del miglioramento delle performance. Sempre nello stesso anno si specializza in “Management dei Marina” corso organizzato dal Dipartimento di Economia – Università degli studi della Repubblica di San Marino, in collaborazione con Marine Partners (società specializzata nella gestione di porti turistici) e Assomarinas (Associazione Italiana Porti Turistici).
Nel 2013 parallelamente all'attività sportiva Cristiana fonda la Cristiana Monina Nautical Events Development. La società si occupa dell'organizzazione di eventi sportivi e eventi aziendali nautici.

## Palmares
| Anno | Titolo                                                                         | Posizione |
| ---- | ------------------------------------------------------------------------------ | --------- |
| 2014 | Invitational Team Racing Porto Cervo                                           | 1°        |
| 2014 | Campionato Nazionale Assoluto Este24                                           | 1°        |
| 2013 | Campionato Nazionale Assoluto Este24                                           | 3°        |
| 2011 | World Tour Match Race Femminile (Korea)                                        |           |
| 2011 | Preselezione Italiana Olimpica femminile Match Race                            | 1°        |
| 2011 | Campionato Italiano Femminile Classe Olimpica Match Race                       | 1°        |
| 2010 | Campionato Europeo Femminile Classe Olimpica Match Race                        | 4°        |
| 2009 | Campionato Italiano Femminile Classe Olimpica Match Race                       | 2°        |
| 2009 | Skipper e Timoniera del team Ladies First vela d'altura                        |           |
| 2008 | Campionato Italiano Femminile Classe Olimpica Match Race                       | 2°        |
| 2006 | Team manager e Skipper equipaggio femminile Giro d'Italia a vela Città di Roma |           |
| 2002 | Campionato Italiano Femminile Classe Olimpica Yngling                          | 1°        |
| 1996 | Europa Cup assoluto Classe Laser                                               | 1°        |
| 1996 | Campionato Europeo Femminile Classe Laser                                      | 1°        |
| 1992 | Campionato del Mediterraneo Classe Laser                                       | 1°        |